# Andrea Nix
Pour les articles homonymes, voir Nix.
Andrea Nix est une réalisatrice de cinéma américaine. En 2013, elle a co-réalisé le court métrage Inocente qui remporte l’Oscar du meilleur court métrage documentaire,. Son film War / Dance (2007), a été nommé pour l'Oscar du meilleur documentaire. En 2013, son documentaire Life According to Sam (2013) a reçu le Primetime Emmy Awards. Elle travaille sur la majeure partie de ces films avec le cinéaste américain Sean Fine, son époux. Ils co-réalisent leur projet ensemble, de plus, Andrea est la scénariste et Sean, le directeur de la photographie pour tous leurs films.

## Filmographie

### Comme réalisatrice et productrice
- 2013 : The Good Life (documentaire)
- 2013 : Life According to Sam (documentaire[6])
- 2012 : Inocente (court-métrage documentaire)
- 2011 : Lindsey Vonn: In the Moment (documentaire, série TV)
- 2007 : War /Dance (documentaire), sous le nom d'Andrea Nix Fine[7],[5]

### Comme productrice
- 2009 : War Dance Returns (court-métrage documentaire)
- 2001 : Man-Eaters of Madagascar (documentaire), comme productrice associée